# Placotrochus candeanus
Espèce
Placotrochus candeanus est une espèce de coraux appartenant à la famille des Flabellidae.